# Saverio Busiri Vici
Saverio Busiri Vici (* 28. Juli 1927 in Rom; † 16. August 2023 ebenda) war ein italienischer Architekt.

## Leben
Saverio Busiri Vici stammte aus der Architektenfamilie Busiri Vici, die seit dem 17. Jahrhundert in Rom tätig ist. Sein Vater war Clemente Busiri Vici, der das maritime Siedlungsprojekt „Le Navi“ (XXVIII Ottobre) im Badeort Cattolica entworfen hat. Sein Onkel Michele Busiri Vici, Gewinner des Prix de Rome, war einer der Architekten von Porto Cervo und der Costa Smeralda. Er studierte Architektur an der römischen Universität La Sapienza und war Mitglied der Accademia di San Luca sowie Berater der Päpstlichen Kommission für Sakrale Kunst (Pontificia commissione centrale per l’arte sacra in Italia). Saverio Busiri Vici, der jahrzehntelang für den Heiligen Stuhl tätig, insbesondere für die Congregatio de Propaganda Fide. Er war unter anderem Komtur des Päpstlichen Gregoriusordens.
Er war persönlich befreundet mit Le Corbusier, Alvar Aalto und Paul Rudolph und so gestalterisch bekannt als Vertreter des Brutalismus, der Moderne und der öffentlichen Architektur. Busiri Vici starb am 16. August 2023 im Alter von 96 Jahren in Rom.

## Bauten und Projekte
- Wohnzentrum in der Via Casilina in Rom (1958)
- Bürogebäude für die Filmgesellschaft Titanus in Rom (1962)
- Neubauten für das Osservatorio Astronomico di Roma am Monte Mario (1962) sowie die Observatorium am Monte Porzio (INAF Osservatorio Astronomico di Roma) und am Campo Imperatore (Stazione Osservativa di Campo Imperatore)
- Kirche S. Maria della Visitazione in der Via dei Crispolti in Rom (1965)
- Päpstliche Kolleg Collegio S. Pietro Apostolo di Propaganda Fide in Via delle Mura Aurelie, Rom (1967–69)
- Villa Ronconi in Via A. Magno, Rom (1970–73)
- Generalkurie der Vinzentinerinnen  (Congragazione San Vincenzo de’ Paoli) in Via del Capasso, Rom (1971–72)
- Mehrzweckhalle in der Viale Ionio 10, Rom (1972)
- Erweiterung für den Campus der Universität La Sapienza in der Via Tiburtina (1972–74)
- Kongresszentrum, Auditorium, Bibliothek und Rektorat der Päpstlichen Universität Urbaniana in der Via Urbano VII, Rom (1974–75)
- Restaurierung und Umstrukturierung des Palazzo di Propaganda Fide an der Piazza di Spagna, Rom (1975–79),
- CIAM-Kongress- und Empfangszentrum in der Via Urbano VIII, Rom (1980)
- Sanierung und Erweiterung Domus Sanctae Marthae

## Schriften
- Saverio Busiri Vici: l’Architettura di Saverio Busiri Vici, 1974 (Monographie 1. Band)
- Lara Vinca Masini (Hrsg.), Saverio Busiri Vici: l’Architettura di Saverio Busiri Vici, 1995 (Monographie 2. Band)